# Boeing 747
Boeing 747 este un avion de linie lung curier cu fuzelaj larg, proiectat și fabricat de Boeing Commercial Airplanes în Statele Unite între 1968 și 2023. După introducerea modelului 707 în octombrie 1958, Pan Am și-a dorit un avion cu reacție de 21⁄2 ori mai mare în dimensiune pentru a-și reduce costul per loc cu 30%. În 1965, Joe Sutter a părăsit programul de dezvoltare al 737 pentru a proiecta 747. În aprilie 1966, Pan Am a comandat 25 de avioane Boeing 747-100, iar la sfârșitul anului 1966, Pratt & Whitney a fost de acord să dezvolte motorul JT9D, un turboventilator cu bypass înalt. La 30 septembrie 1968, primul 747 a fost scos din uzina Everett construită special pentru acest avion, cea mai mare clădire din lume ca volum. Primul zbor a avut loc pe 9 februarie 1969, iar 747 a fost certificat în decembrie acelui an. A intrat în serviciu cu Pan Am pe 22 ianuarie 1970. După debutul său, 747 a atins rapid statutul de simbol cultural. Aeronava a intrat în lexicul cultural ca fiind originalul „Jumbo Jet”, un termen inventat de mass-media pentru a descrie dimensiunea sa, și a fost, de asemenea, poreclită drept „Regina Cerurilor” datorită aspectului foarte ușor de recunoscut, longevității și impactului avut în aviație.
747 este un avion cu reacție cu patru motoare, propulsat inițial de motoare turboventilatoare Pratt & Whitney JT9D, apoi motoare General Electric CF6 și Rolls-Royce RB211 pentru variantele originale. Cu zece rânduri de scaune la economie, acesta găzduiește de obicei 366 de pasageri în trei clase de călătorie. Are o înclinare pronunțată a aripii de 37,5°, permițând o viteză de croazieră de Mach 0,85 (490 kn; 900 km/h), iar greutatea sa mare este susținută de patru picioare ale trenului de aterizare principal, fiecare cu un boghiu cu patru roți. Avionul cu două etaje parțial a fost proiectat cu o carlingă ridicată, astfel încât să poată fi transformat într-un avion cargo prin instalarea unei uși frontale pentru marfă, deoarece inițial se credea că va fi înlocuit în cele din urmă de transporturi supersonice.
Boeing a introdus varianta -200 în 1971, cu motoare îmbunătățite pentru o greutate maximă la decolare mai mare (MTOW) de 378 t față de cea inițială de 333 t, crescând autonomia de la 8.560 la 12.150 km. A fost scurtat pentru varianta 747SP cu rază mai lungă în 1976, iar 747-300 a urmat în 1983 cu o punte superioară prelungită pentru până la 400 de locuri în trei clase. În 1989 a fost introdus 747-400, varianta mai grea, cu motoare RB211 și CF6 îmbunătățite sau noul motor PW4000 (succesorul lui JT9D) și o carlingă din sticlă. -400 este cea mai populară variantă a avionului. După mai multe studii, o variantă și mai mare, 747-8, a fost lansată pe 14 noiembrie 2005, cu noi motoare General Electric GEnx, și a fost livrat pentru prima dată în octombrie 2011. 747 este baza pentru mai multe variante guvernamentale și militare, precum VC-25 (Air Force One), E-4 Emergency Airborn Command Post, Shuttle Carrier Aircraft și unele bancuri de testare experimentale, cum ar fi YAL-1 și observatorul aeropurtat SOFIA.
Concurența inițială a venit din partea mai micilor trimotoare cu fuzelaj larg: Lockheed L-1011 (introdus în 1972), McDonnell Douglas DC-10 (1971) și mai târziu MD-11 (1990). Airbus a concurat cu variantele cele mai grele ale lui A340 până când a introdus modelul A380 în 2007, depășindu-l pe 747 ca dimensiune. Variantele cargo ale lui 747 rămân populare în rândul companiilor aeriene de marfă. Ultimul 747 a fost livrat către Atlas Air în ianuarie 2023, după o producție continuă de 54 de ani, cu 1.574 de avioane construite. Până în decembrie 2023, 64 de avioane Boeing 747 (4,1%) au fost pierdute în accidente și incidente, în care au murit în total 3.746 de persoane.

## Istoric

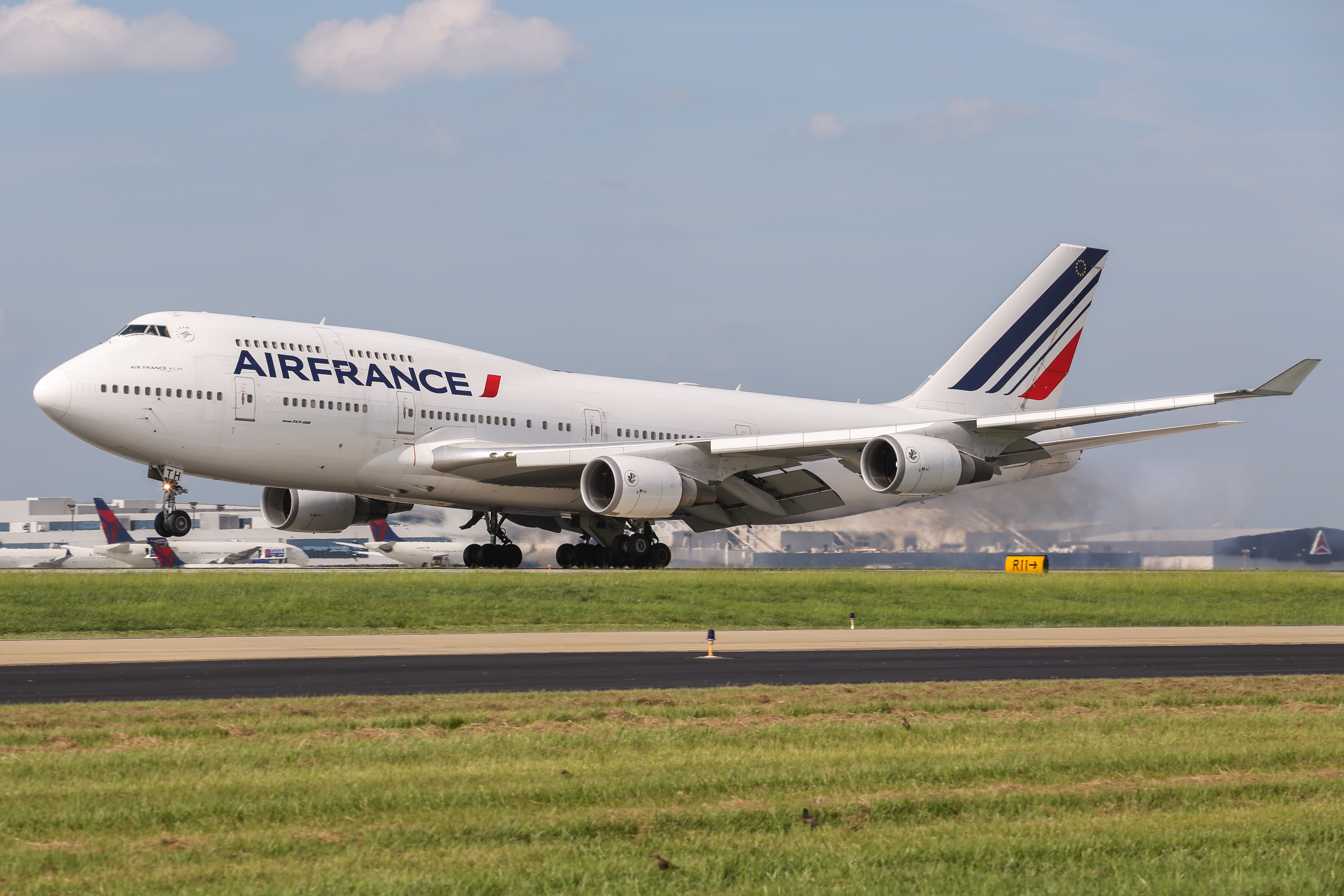

Avionul a fost produs ca urmare a revoluției în transportul aerian survenite în anii 1960. Dacă cu doar 10 ani în urmă, transportul aerian era un produs de lux, inaccesibil majorității populației, revoluția adusă de avioanele cu reacție, precum Boeing 707 și DC-8 a dus la necesitatea unui produs care să poată transporta un număr foarte mare de oameni, mai ales la clasa economic (pe atunci numită "turist"), pe distanțe mari, fără oprire. Ideea a aparținut lui Juan Trippe, de la PanAm o figură legendară în aviație, acesta contactând Boeing după ce acesta pierduse un contract pentru realizarea unui avion de mare capacitate pentru armata americană.

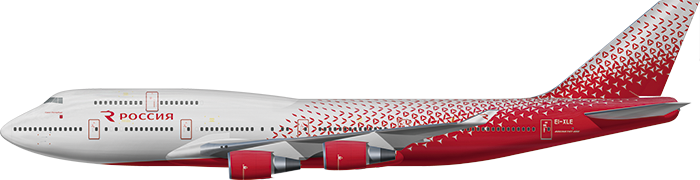
Boeing 747

Un lucru revoluționar la acest avion a fost includerea de motoare cu reacție turboventilatoare cu bypass înalt, având putere  mai mare pentru un consum de combustibil mult redus.

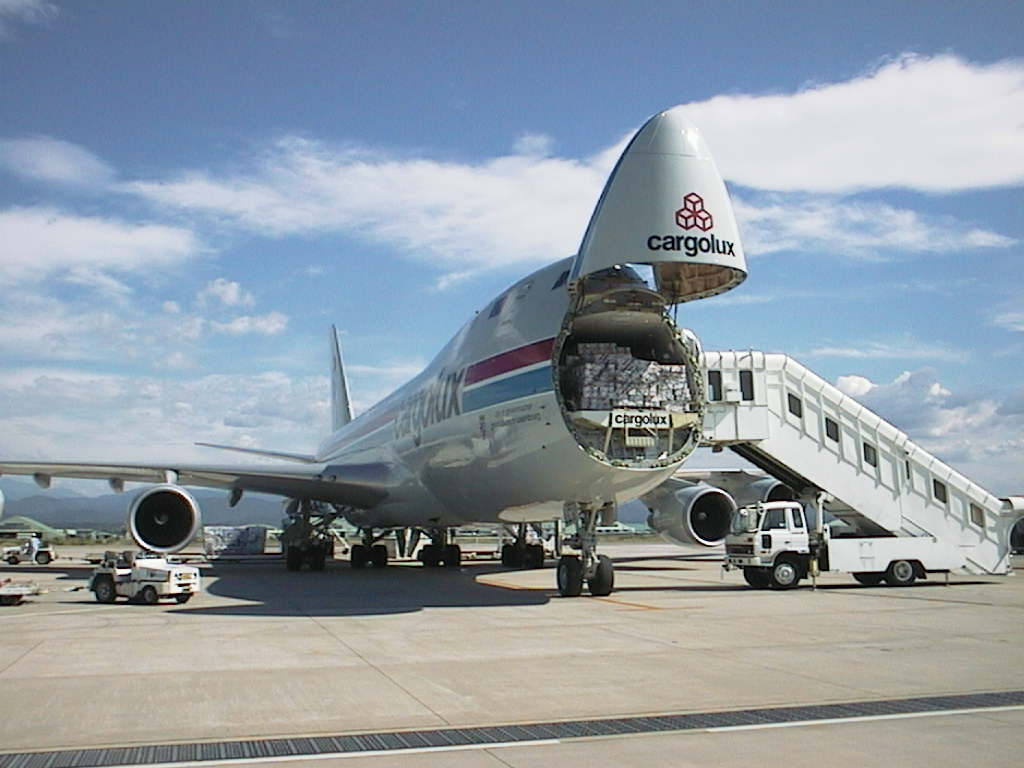
Boeing 747 încărcând prin ușa din bot, ușă pentru care avionul a fost construit cu două etaje

Inițial s-a gândit oferirea modelului cu două etaje pe întreaga capacitate, dar, problemele legate de evacuarea în caz de urgență au dus la creșterea diametrului fuselajului, și reducerea etajului superior. A fost astfel creat primul avion cu diametru mare și două culoare din lume. Etajul superior a fost lăsat dintr-un motiv simplu - se credea că viitorul aparține avioanelor supersonice, precum Concorde, și Boeing 747 va fi destinat exclusiv transportului de mărfuri. Plasarea cabinei de pilotaj la etaj superior, permite încărcarea frontală, prin conul din botul avionului. Cum din cauza prețurilor la combustibil, și crizei petroliere din anii 1970 transportul supersonic nu s-a materializat pe scară largă, Boeing 747 a rămas, timp de aproape 30 de ani, un avion preponderent de pasageri. De-abia după 1997, producția modelului de marfă a depășit-o pe cea de pasageri.
Prima comandă a fost dată de PanAm, pentru 25 de bucăți, în aprilie 1966. Construcția efectivă a avionului s-a dovedit o provocare - Boeing nu avea nicio clădire suficient de mare, așa că a trebuit construită una, la Everett lângă Seattle. Așa de mare a fost graba, încât modelul de test a fost produs odată cu construcția clădirii, avionul trebuind să fie terminat până în 1970. Clădirea construită pentru proiect este cea mai mare (după volum) din lume.
Testarea avionului a fost problematică - evacuarea a 560 de oameni în 90 de secunde dovedindu-se o provocare. În plus, a trebuit adăugat balast de uraniu sărăcit în nacelele a două motoare pentru a împiedica oscilații periculoase. Alte probleme au fost cu motoarele JT9D, care aveau probleme majore de construcție, făcând ca 20 de fuselaje să aștepte la un moment dat motoarele în curtea fabricii. În plus, designul și producția au fost atât de scumpe, încât Boeing a trebuit să se împrumute masiv, ratarea fiind sinonimă cu falimentul.
Deși inițial au existat îndoieli, mai ales că odată cu 747 apăreau și o serie de avioane trimotoare de mare capacitate, mai mici, dar mai puțini consumatoare de combustibi, Boeing 747 s-a dovedit a fi foarte popular în serviciu, fiind inițial cumpărat de toate liniile aeriene mari din vestul Europei și SUA, (precum British Airways, Air France, TWA etc.).
Criza petrolului din anii '70, urmată de apariția de avioane bi-motoare de mare capacitate a scos avionul de pe rute mai scurte și mai puțin căutate, acesta fiind însă păstrat pe rute de mare distanță cu încărcare mare, și pe rute cu cerere foarte mare - precum Londra-Sydney, Londra-Hong Kong, Tokyo-San Francisco, Tokyo-Osaka etc. Avionul mai este folosit și pe multe rute de vacanță și charter, fiind umplut cu pasageri clasa economic (precum Amsterdam - Sint Martin în Caraibe, sau Paris - Tahiti).
Astfel, de-a lungul timpului, avionul a fost lungit, pentru mai mulți pasageri (747-300 și 747-400), scurtat, pentru autonomie mai mare (747SP), dotat cu tehnologii din ce în ce mai noi, pentru a se adapta rolurilor noi.
Avionul deține recordul de pasageri transportați într-un singur zbor - peste 1087 au fost transportați într-un avion ElAl în 1991 participând într-o acțiune umanitară.

## Modele

### Civile

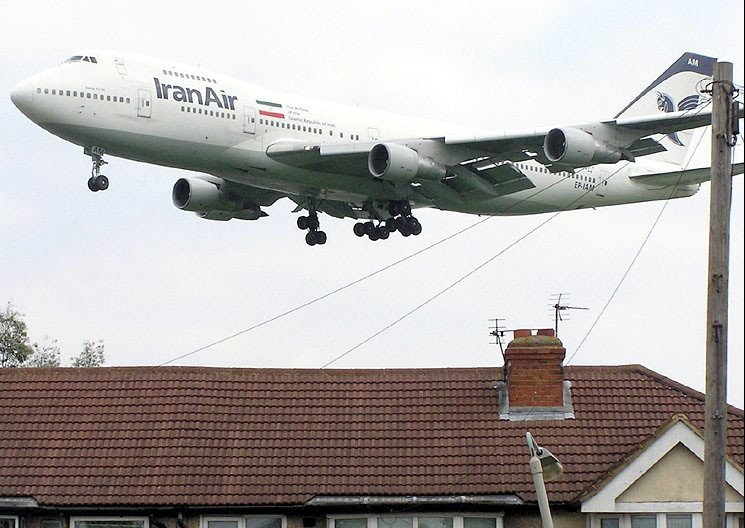
747-100, aparţinând Iran Air
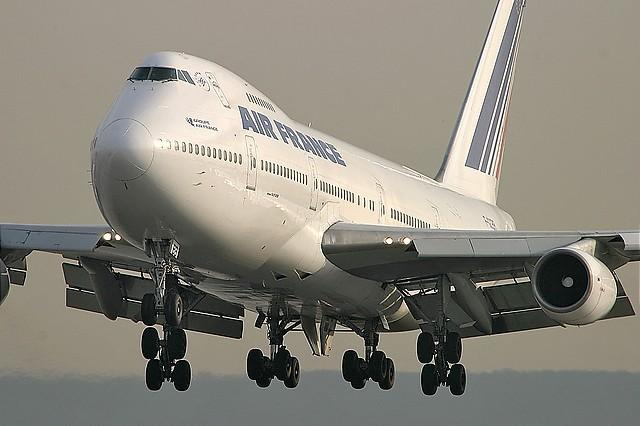
747-200, aparţinând Air France
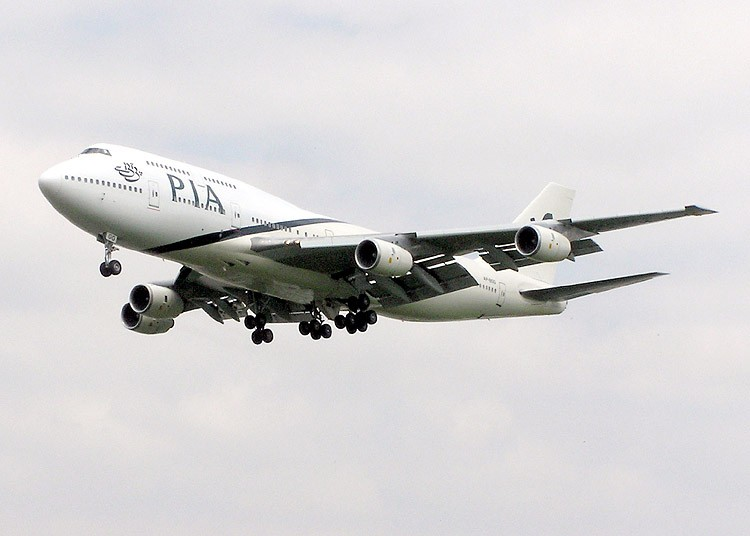
747-300, aparţinând PIA
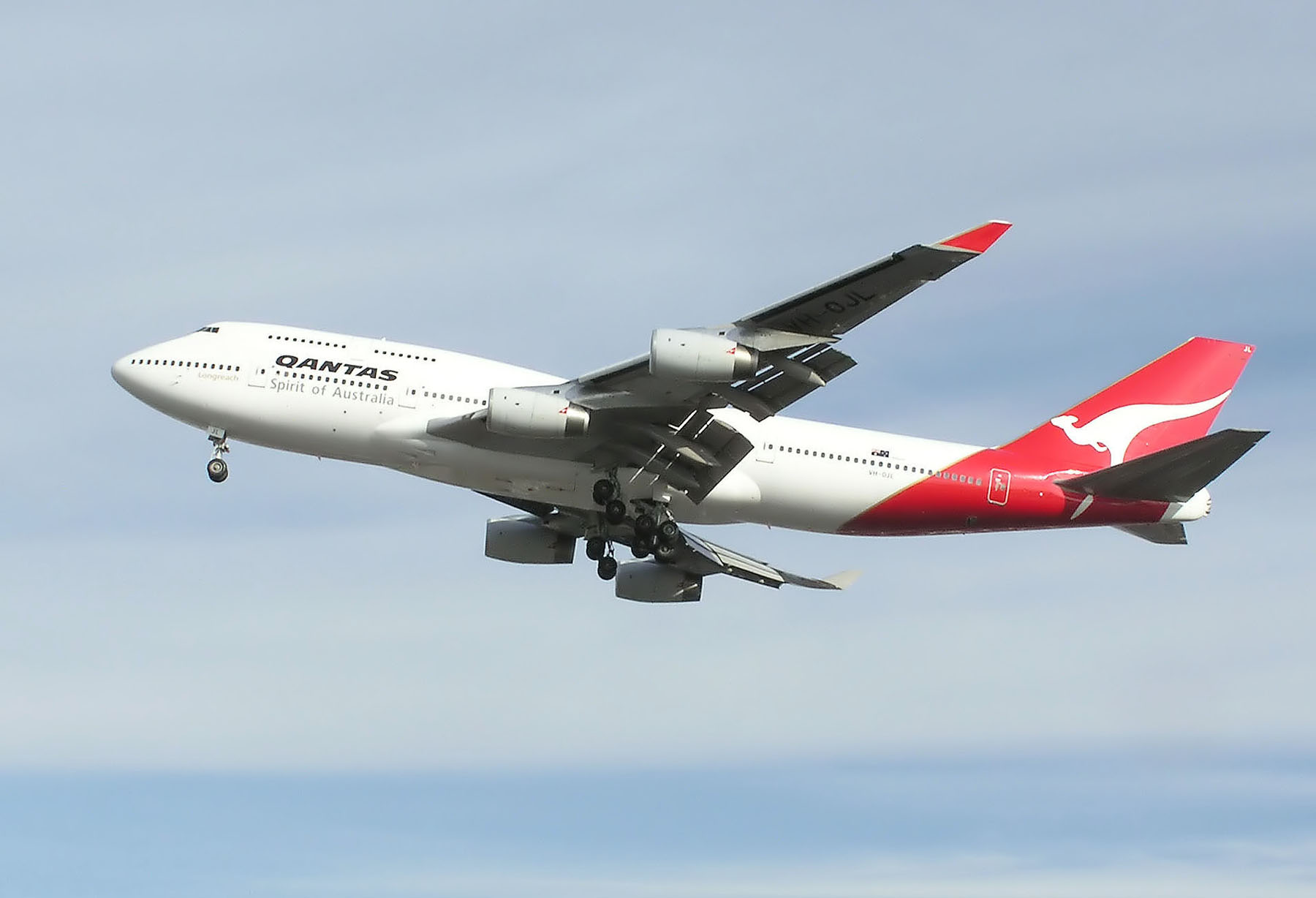
747-400, aparţinând Qantas

- 747-100, a fost modelul inițial, produs la fabrica Everett și lansat în 1968. Primul zbor comercial pe 22 ianuarie 1970, cu PanAm, pe ruta Londra - New York. Modelul are o autonomie de 7242 km, etajul superior fiind inițial dotat cu doar 6 ferestre , și fiind gândit pentru a fi folosit ca salon, apoi fiind dotat cu 20 ferestre, pentru pasageri. Având o masă de serviciu maximă autorizată mai mică decât a modelului 747-200 (333.39 față de 377.84), a fost oferit doar ca model de pasageri. Cu toate acestea, există și modele de marfă, conversii făcute în special de curierii rapizi.
- 747-100B a întărit trenul de aterizare, crescând masa maximă de serviciu la 340.1 t. A fost oferit doar către Saudia și Iran Air.
- 747-100SR (sau 747SR, rază scurtă) a fost modelul oferit liniilor aeriene japoneze pentru transporturi interne. Având o capacitate mare de pasageri (498-550), au o rezervă redusă de combustibil, parcurgând distanțe mici. Au fost folosite de All Nippon Airways și Japan Air Lines.

205 avioane din seria 100 au fost produse, din care 38 mai sunt în serviciu, o parte cu pasageri.
- 747SP este modelul scurtat, și poate zbura mai mult și mai repede ca un 747-100. A fost construit pentru o piață de nișă, ca un concurent pentru McDonnell-Douglas DC-10. Au fost produse doar 45 din care 12 rămân în uz, mai ales cu operatori din Orientul Mijlociu.

- 747-200 a adus motoare mai puternice, permițându-i să zboare distanțe mai lungi. Pentru acest model, s-a oferit posibilitatea extinderii etajului superior, dar doar KLM a realizat acest lucru.

- 747-200B este un model cu rază mai lungă de acțiune, de până la 10.700 km
- 747-200C este un model convertibil rapid pasageri-marfă, având ușă cargo mai mare pe lateral, ușă în bot, și scaune ușor de scos.
- 747-200M (combi) este un model mixt pasageri-cargo, prima jumătate a avionului fiind rezervată pentru circa 200 de pasageri, fiind urmată de un perete despărțitor, restul punții fiind rezervat mărfii.
- 747-200F este modelul de marfă, putând transporta până la 105 tone.

În total au fost produse 393, din care 225 rămân în serviciu, atât de pasageri cât și cargo.
- 747-300 s-a vrut inițial un avion trimotor de pasageri, care să fie în concurență cu Lockheed L-1011 și McDonnell Douglas DC-10. Proiectul a fost abandonat, iar clasificarea a fost dată pentru un model îmbunătățit de 747. Acesta avea etajul superior prelungit cu 7.1 m, viteză și autonomie crescută (Mach 0.85 respectiv 12.392 km). 81 au fost produse, din care 71 sunt în continuare în serviciu.
- 747-300SR este modelul pentru piața internă japoneză, fiind similar cu 747-100SR, doar că, datorită lungimii mai mari a etajului superior, se oferă spațiu pentru peste 600 pasageri
- 747-300M este modelul combi, putând transporta atât marfă cât și pasageri, dovedindu-se foarte util pe rutele cu puțini pasageri dar foarte mult cargo.

- 747-400 este modelul în producție, având foarte multe modificări, printre care lungirea aripilor cu 1.8m, adăugarea de dispozitive winglet de 1.8 m, rezervoare suplimentare (în coadă), motoare îmbunătățite, un interior nou, și instrumente de zbor digitale, reducând numărul piloților la 2. Se oferă versiunea ER și ERF, cu autonomie sporită suplimentar, modele F (cargo), și modele BCF (Boeing Converted Freighter), conversii din avion de pasageri în avion de marfă. 627 au fost produse, cu 46 comenzi încă nelivrate.

- 747-400 LCF (Dreamlifter) este un model construit de Boeing pentru transportul de fuselaje de avion. A fost construit prin extinderea dimensiunilor fuselajului avionului, și este folosit pentru programul Boeing 787. Nu este oferit spre vânzare, ci este doar pentru uz intern. 4 au fost produse.

- 747-8 este modelul propus de Boeing, fost lansat în 2009. Motoarele și instrumentele de zbor au fost preluate de la Boeing 787. În plus, este mai lung (76.4 m), fiind cel mai lung avion de linie, și este dotat cu aripi noi, pentru capacitate sporită. Este primul avion pentru care varianta principala este cea cargo, varianta de pasageri fiind oferită ca produs secundar. Modelul de marfă (747-8F) transportă 140 t de marfă, incluzând ușa frontală. Producția pentru modelul de pasageri (747-8I) a început din 2010. În total, au fost comandate 87 de avioane 747-8 din care 24 de pasageri.

În plus, numeroase modele sunt folosite ca avioane particulare sau de transport oficial.

### Militare
Există și un număr de modele militare :
- C19, modelul militar derivat din 747-100.
- VC25, modelul militar derivat din 747-200B. Este un model celebru, fiind folosit de către armata americană pentru transportul președintelui SUA, sub numele Air Force One. Folosește motoarele și instrumentele de zbor de pe modelul 747-400 și poate fi realimentat în zbor.
- KC33, cisternă pentru realimentare în zbor. A fost refuzat de armata americană, care a ales KC-10 (derivat din DC-10), dar a fost vândut Iranului înainte de revoluția islamică.
- E4B, centru de operațiuni aerian pentru comandă în caz de război
- YAL-1, un laser militar aeropurtat
- SCA (Shuttle Carrier Aircraft), două avioane 747 construite pentru a transporta Naveta Spațială americană între diversele puncte de reparație, lansare și aterizare.

## Specificații tehnice
Un avion Boeing 747 are peste 6 milioane de părți/componente, jumătate din ele fiind elemente de prindere și 274 km de cabluri. Modelele inițiale erau dotate pentru transportul sub aripă a 5 motoare, unul fiind transportat ocazional ca piesă de schimb în cazul în care un alt avion s-a defectat pe un aeroport care nu deținea un motor disponibil. Îmbunătățirea tehnologiei motoarelor a dus la eliminarea acestei funcții.
|                                                     | 747-100                                           | 747-200B                                          | 747-300                                           | 747-400                                  | 747-400ER                                 | 747-8I                                    |
| --------------------------------------------------- | ------------------------------------------------- | ------------------------------------------------- | ------------------------------------------------- | ---------------------------------------- | ----------------------------------------- | ----------------------------------------- |
| Piloți                                              | 3                                                 | 3                                                 | 3                                                 | 2                                        | 2                                         | 2                                         |
| Pasageri                                            | 366 (3 clase)                                     | 366 (3 clase)                                     | 366 (3 clase)                                     | 416 (3 clase)                            | 416 (3 clase)                             | 467 (3 clase)                             |
| Lungime                                             | 70.6 m                                            | 70.6 m                                            | 70.6 m                                            | 70.6 m                                   | 70.6 m                                    | 76.4 m                                    |
| Lungime aripi                                       | 59.6 m                                            | 59.6 m                                            | 59.6 m                                            | 64.4 m                                   | 64.4 m                                    | 68.5 m                                    |
| Înălțime                                            | 19.3 m                                            | 19.3 m                                            | 19.3 m                                            | 19.4 m                                   | 19.4 m                                    | 19.4 m                                    |
| Masă proprie                                        | 358,000 lb 162,400 kg                             | 174,000 kg                                        | 178,100 kg                                        | 178,756 kg                               | 164,382 kg                                | 185,972 kg                                |
| Masă maximă autorizată la decolare (MTOW)           | 333,390 kg                                        | 377,842 kg                                        | 377,842 kg                                        | 396,890 kg                               | 412,775 kg                                | 439,985 kg                                |
| Viteză de croazieră                                 | Mach 0.84 (555 mph, 895 km/h, 481 knots la FL350) | Mach 0.84 (555 mph, 895 km/h, 481 knots la FL350) | Mach 0.84 (555 mph, 895 km/h, 481 knots la FL350) | Mach 0.85 (567 mph, 913 km/h, 487 knots) | Mach 0.855 (567 mph, 913 km/h, 490 knots) | Mach 0.855 (567 mph, 913 km/h, 490 knots) |
| Viteză maximă                                       | Mach 0.89 (587 mph, 945 km/h, 510 knots)          | Mach 0.89 (587 mph, 945 km/h, 510 knots)          | Mach 0.89 (587 mph, 945 km/h, 510 knots)          | Mach 0.92 (608 mph, 977 km/h, 527 knots) | Mach 0.92 (608 mph, 977 km/h, 527 knots)  |                                           |
| Necesar pistă la MTOW                               | N/A                                               | 10,466 ft (3,190 m)                               | 10,893 ft (3,320 m)                               | 9,902 ft (3,018 m)                       | 10,138 ft (3,090 m)                       | N/A                                       |
| Autonomie                                           | 5,300 mile nautice (nm) (9,800 km)                | 6,850 nm (12,700 km)                              | 6,700 nm (12,400 km)                              | 7,260 nm (13,450 km)                     | 7,670 nm (14,205 km)                      | 8,000 nm (14,815 km)                      |
| Capacitate combustibil                              | 48,445 US gal (183,380 L)                         | 52,410 US gal (199,158 L)                         | 52,410 US gal (199,158 L)                         | 57,285 US gal (216,840 L)                | 63,705 US gal (241,140 L)                 | 57,285 US gal (216,840 L)                 |
| Consum maxim spcific la MTOW (capacitate/autonomie) | (18.7 L/km)                                       | (15.7 L/km)                                       | (16.1 L/km)                                       | (16.1 L/km)                              | (17.0 L/km)                               | (14.6 L/km)                               |
| Motoare (x 4)                                       | PW JT9D-7A GE CF6-45A2 RR RB211-524B2             | PW JT9D-7R4G2 GE CF6-50E2 RR RB211-525D4          | PW JT9D-7R4G2 GE CF6-80C2B1 RB211-524D4           | PW 4062 GE CF6-80C2B5F RR RB211-524H     | PW 4062 GE CF6-80C2B5F                    | GEnx-2B67                                 |

Surse: , 